# Сражение при Маиде
Сражение при Маиде — сражение между британскими и французскими войсками, произошедшее 4 июля 1806 года вблизи Маиды после французского вторжения в Неаполитанское королевство.

## Ход событий
После французского вторжения к июлю 1806 года единственным очагом сопротивления французам оставалась Калабрия и осаждённая французами крепость Гаэта.
Для предотвращения французского вторжения на Сицилию и поддержки восстания Фра-Дьяволо в Калабрии 27 июня 1806 года из Мессины отплыл британский корпус (около 5 000 человек) генерал-майора Джона Стюарта, высадившийся спустя три дня в заливе Святой Эфемии (Sant Eufemia) в Калабрии.
4 июля 1806 года на равнине вблизи Маиды британцы были атакованы французскими войсками генерала Эбенезера Ренье. Британская пехота встретила их залпами в упор, а когда французы дрогнули, бросились в штыковую контратаку. Сражение продолжалось всего 15 минут, британцы потеряли 45 человек убитыми и 282 ранеными; потери французов составили 500 убитых, 1 100 раненых и 400 пленных.
После победы генерал Стюарт двинулся на юг и после ряда мелких стычек вернулся со своими войсками на Сицилию, не достигнув значительного успеха, а 18 июля 1806 года Гаэта капитулировала.
Действия Стюарта подверглись резкой критике, но, тем не менее, он был награждён Орденом Бани и был удостоен неаполитанским королём Фердинандом титула графа Маида.

## Силы сторон
Великобритания:
- Авангард полковника Кемпта (James Kempt).
- Сводный батальон лёгкой пехоты (660 человек).
- Три роты корсиканских рейнджеров (Royal Corsican Rangers) и сицилийских волонтёров (Sicilian Volunteers).
- 1-я пехотная бригада полковника Коула (Sir Lowry Cole).
  - Сводный гренадёрский батальон (660 человек).
  - 1-й батальон 27-го пехотного полка (Inniskilling) (660 человек).
  - 2-я пехотная бригада полковника Экленда (Acland).
  - 2-й батальон 78-го шотландского полка (Rosshire Buffs) (660 человек).
  - 1-й батальон 81-го пехотного полка (Loyal Lincoln Volunteers) (660 человек).
- 3-я пехотная бригада полковника Освальда (John Oswald).
  - 1-й батальон 58-го пехотного полка (Rutlandshire) (600 человек).
  - Батальон 20-го пехотного полка (East Devonshire) (600 человек).
  - Четыре роты швейцарского полка Ватвиля (De Watteville, s Swiss Regiment) (300 человек).
- Королевская конная артиллерия (Royal Horse Artillery) (3 орудия).

Франция:
- 1-я бригада бригадного генерала Компера (Louis-Fursy-Henri Compere).
  - Два батальона 1-го полка лёгкой пехоты (1 500 человек).
  - Батальон 42-го линейного полка (750 человек).
- 2-я бригада бригадного генерала Дижоне (Antoine Digonet).
  - Два батальона 23-го полка лёгкой пехоты (1 500 человек).
- 3-я бригада бригадного генерала Пейри (Louis-Gaspard-Balthazar-Pierre-Leon-Marie Peyri).
  - Два батальона 1-го польского легиона (1 500 человек).
  - Батальон 1-го швейцарского полка (750 человек).
- Эскадрон 9-го конноегерского полка (128 человек).
- Четыре орудия конной артиллерии.